# 맷 도란

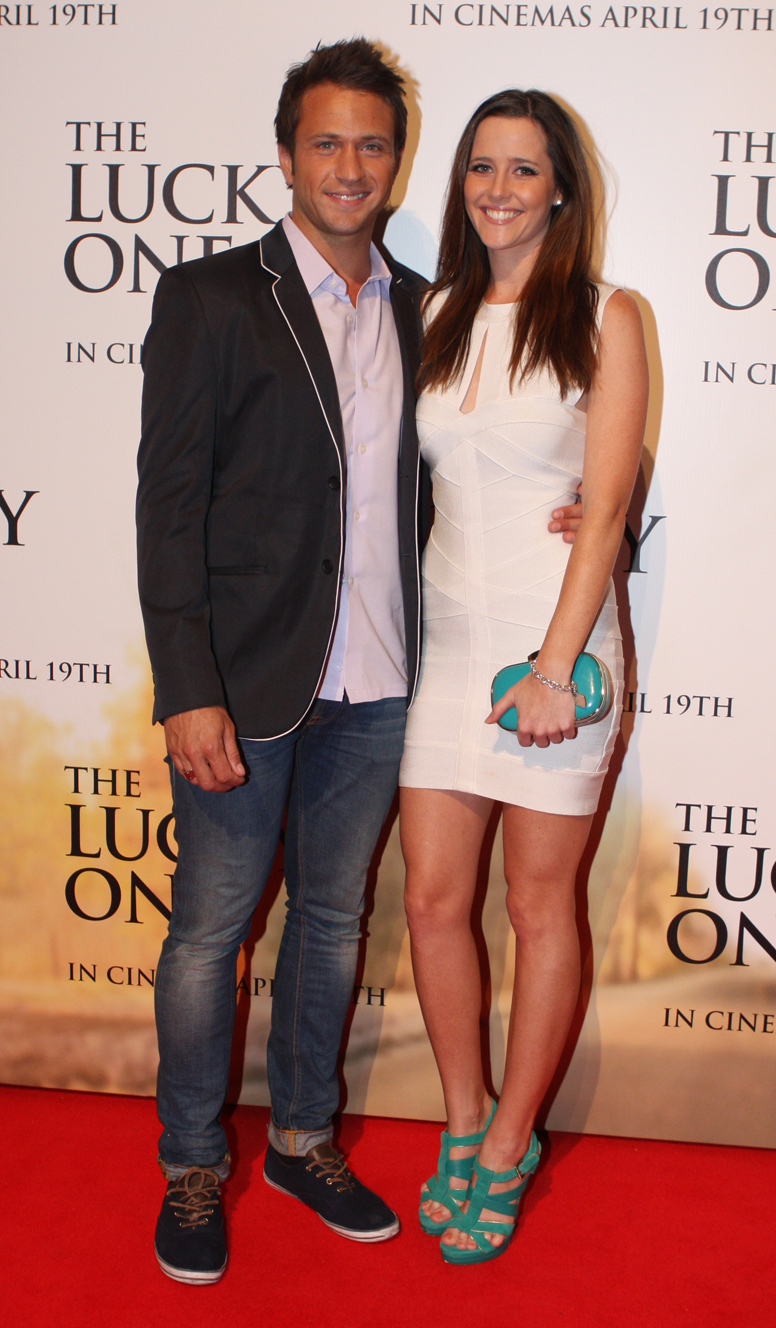

맷 도란(Matt Doran, 1976년 3월 30일 ~ )은 오스트레일리아의 배우, 영화배우, 텔레비전 배우이다.
시드니에서 태어났다.

## 영화
- 배틀 오브 머신 (2013년)
- 그레이트 웨스턴 (2012년)
- 더 플렉스 (2008년)
- 에드가 앤 엘리자베스 (2007년)
- 맥베드(영어판) (2006년)
- 그레이트 레이드 (2005년)
- 스타워즈 에피소드 2 - 클론의 습격 (2002년)
- 매트릭스 (1999년) - 마우스 역
- 올 세인츠 (1998년)
- 씬 레드 라인 (1998년) - Private 쿰스 역
- 홈 앤 어웨이 (1988년) - 데미언 로버츠 역